# نيفينالول
نيفينالول وهو أحد حاصرات المستقبل بيتا الودي.